# Kroměříž
Kroměříž (en allemand : Kremsier) est une ville de la région de Zlín, en Tchéquie, et le chef-lieu du district de Kroměříž. Sa population s'élevait à 27 917 habitants en 2025.
La ville est célèbre pour son centre historique abritant le palais épiscopal où se réfugia le parlement autrichien lors de la révolution de 1848 et où, plus récemment, furent tournées des scènes d’Amadeus. Le Lustgarten, ou Jardin des plaisirs, parc adjacent au palais épiscopal, et le Jardin des Fleurs avec sa rotonde sont inscrits sur la liste du patrimoine mondial de l'UNESCO. Kroměříž a autrefois mérité le surnom d’« Athènes de Moravie ».

## Géographie
Située dans la région historique de Moravie, la ville de Kroměříž est arrosée par la rivière Morava, un affluent du Danube, en aval des confluents de la Haná et de la Moštěnka. Le centre-ville se trouve à 21 km à l'ouest-nord-ouest de Zlín, à 59 km à l'est-nord-est de Brno et à 231 km au sud-est de Prague.
La commune est limitée par Bezměrov, Chropyně et Skaštice au nord, par Hulín à l'est, par Střížovice, Bařice-Velké Těšany, Lubná, Kostelany et Soběsuky au sud, et par Šelešovice, Jarohněvice, Rataje et Lutopecny à l'ouest.

## Histoire
Une première colonie sur ce lieu existait déjà à l'époque de la Grande-Moravie au Xe siècle. La première mention écrite de la localité date de 1110, lorsqu'elle a été acquise par les évêques d'Olomouc. Située à l'intersection de plusieurs voies de communication dans le margraviat de Moravie, cette bourgade médiévale a obtenu le droit de tenir marché au début du XIIIe siècle. À l'instigation des évêques, Kroměříž a reçu sa reconnaissance officielle en tant que ville par le roi Ottokar II de Bohême vers 1266.
Pendant les croisades contre les hussites, de 1420 à 1434, Kroměříž était l'un des centres de la révolte ; les évêques ne purent récupérer la ville qu'en 1456. Peu tard, à partir de 1465, elle est aussi un lieu des hostilités armées entre le roi Georges de Bohême et Matthias Corvin, roi de Hongrie, qui se sont poursuivis jusqu'en 1479. Depuis le début du XVe siècle, le château de Kroměříž fut utilisé comme résidence principale des évêques d'Olomouc et remanié en style de la Renaissance.
La ville devient un important centre économique et politique en Moravie, un développement qui a été brusquement interrompu dans la guerre de Trente Ans, lorsque Kroměříž a été détruite par les troupes suédoises placées sous le commandement du général Lennart Torstenson. Les bâtiments furent reconstruits ; pendant la guerre de Succession d'Autriche, en 1742, la ville a été occupée par l'armée prussienne du roi Frédéric II.
De 1804 jusqu'en 1918, la ville de Kremsier - Kroměříž fit partie de l'empire d'Autriche, puis Autriche-Hongrie (Cisleithanie) après le compromis de 1867, chef-lieu du district politique du même nom, l'un des 34 Bezirkshauptmannschaften en Moravie. Une grande partie des terres étaient entre les mains de la famille de Dietrichstein. Durant la révolution de 1848, lorsque l'insurrection viennoise d'octobre fut écrasée,  l'assemblée constitutive du Reichstag est transférée au palais épiscopal de Kroměříž. Elle y a adopté un projet de Constitution fédéraliste (Kremsierer Entwurf) qui est néanmoins rejeté par l'empereur François-Joseph Ier et son ministre-président Felix zu Schwarzenberg.
- Histoire de la communauté juive et de sa synagogue avant la Shoah

## Population
Recensements (*) ou estimations de la population :
| 1869*  | 1880*  | 1890*  | 1900*  | 1910*  | 1921*  | 1930*  |
| ------ | ------ | ------ | ------ | ------ | ------ | ------ |
| 12 848 | 15 038 | 15 897 | 17 509 | 20 186 | 20 767 | 22 024 |

| 1950*  | 1961*  | 1970*  | 1980*  | 1991*  | 2001*  | 2011*  |
| ------ | ------ | ------ | ------ | ------ | ------ | ------ |
| 22 782 | 23 178 | 24 478 | 27 835 | 28 636 | 29 225 | 29 154 |

| 2014   | 2015   | 2016   | 2017   | 2018   | 2019   | 2020   |
| ------ | ------ | ------ | ------ | ------ | ------ | ------ |
| 28 921 | 29 035 | 29 066 | 29 002 | 28 897 | 28 967 | 28 620 |

| 2021*  | 2022   | 2023   | 2024   | 2025   | - | - |
| ------ | ------ | ------ | ------ | ------ | - | - |
| 28 280 | 27 838 | 28 185 | 28 089 | 27 917 | - | - |

## Galerie

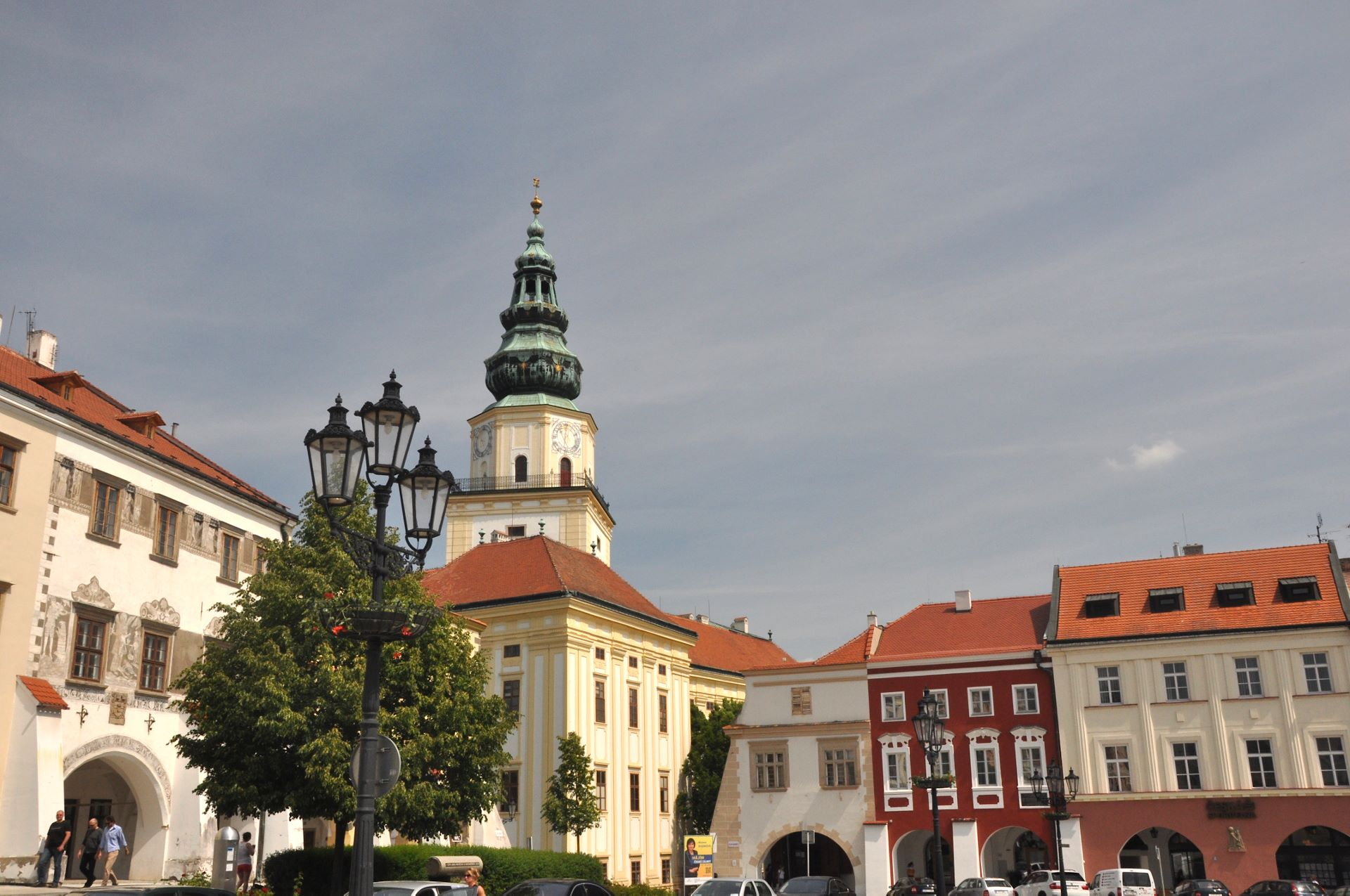
Le palais épiscopal.
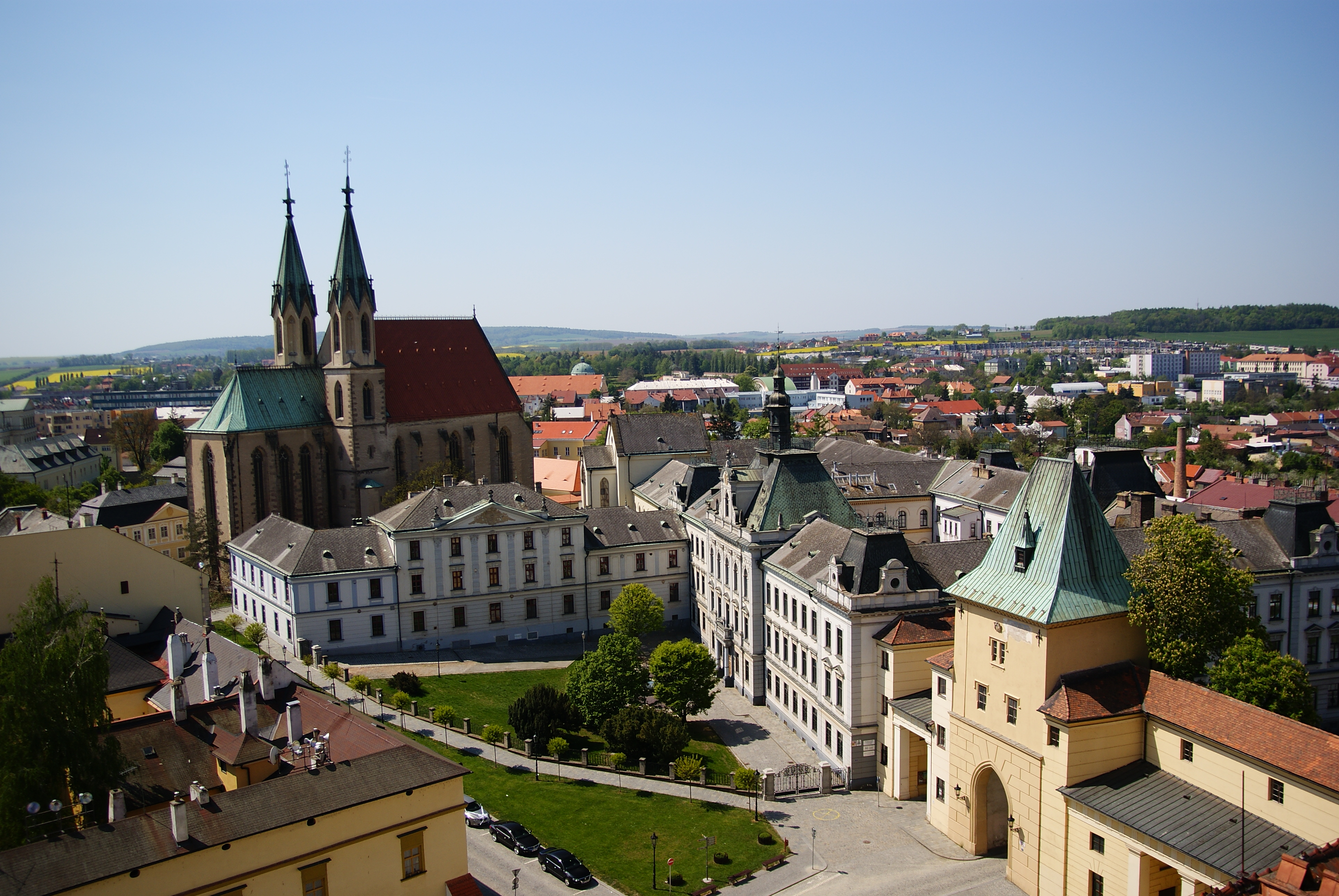
Église Saint-Maurice.

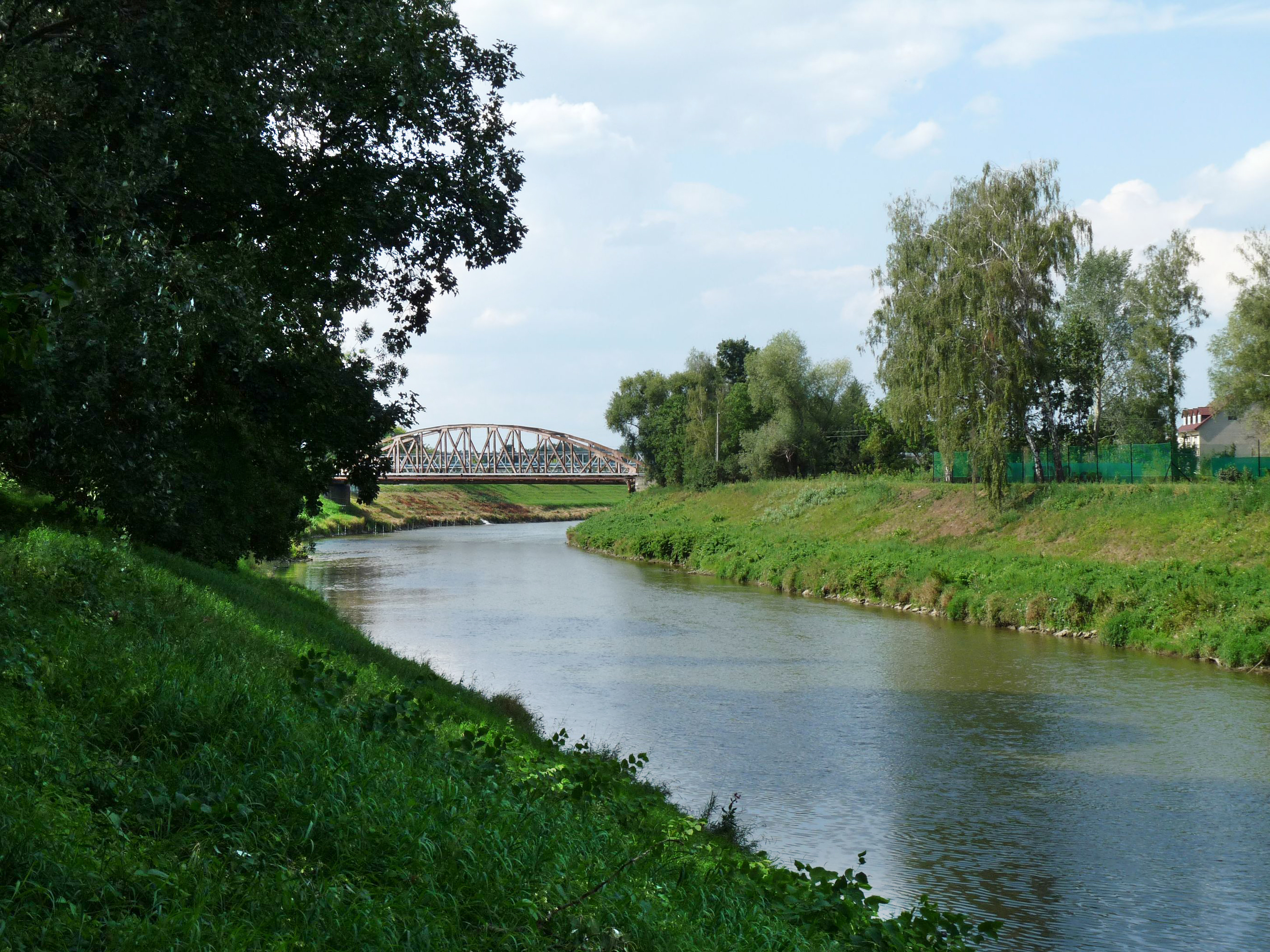
La Morava à Kroměříž.
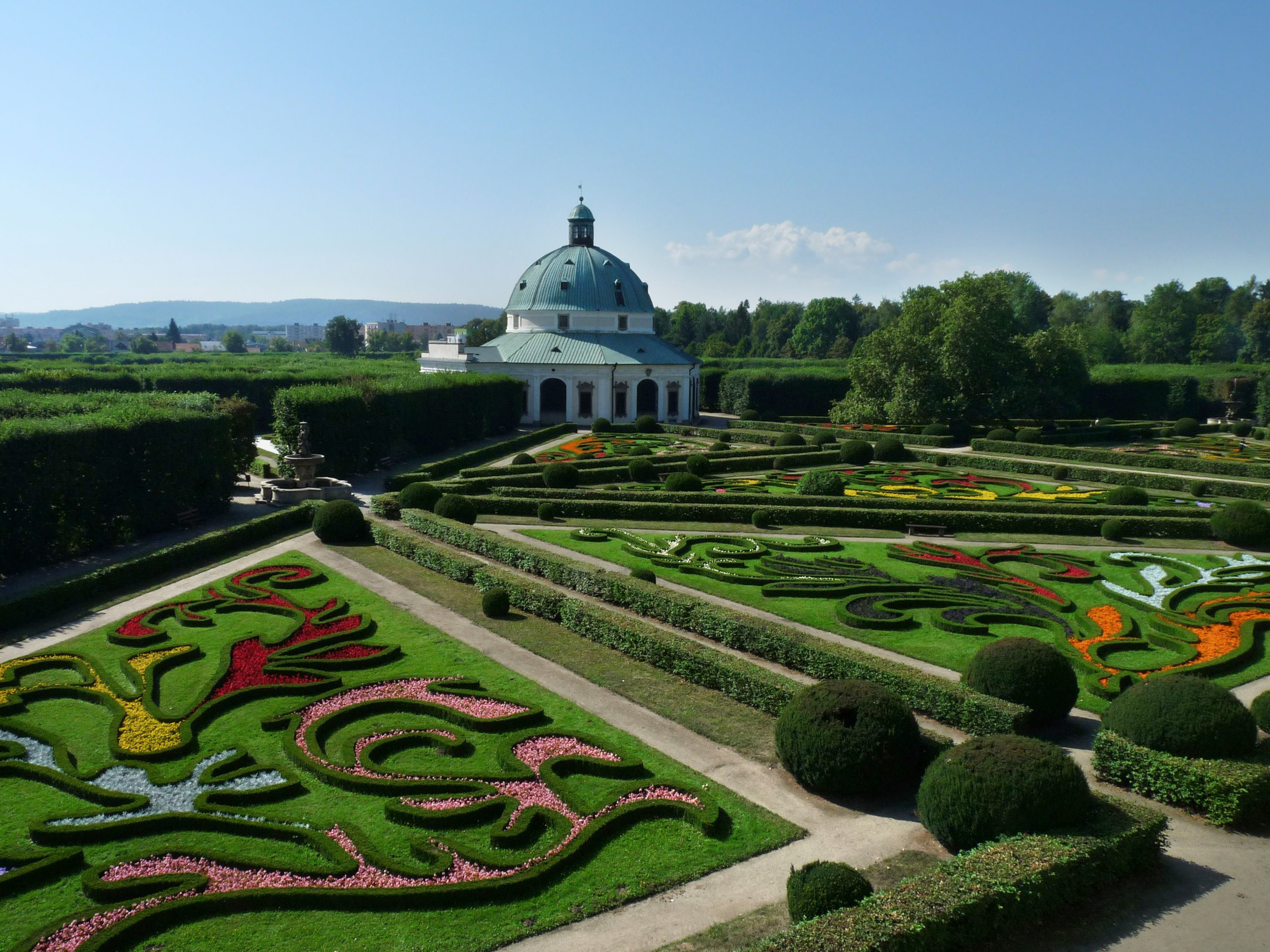
Kroměříž : Jardin des fleurs.

## Personnalités
- Jan Milíč z Kroměříže (mort en 1374), un des initiateurs de la Réforme qui, parmi les premiers, prêche en langue vernaculaire ;
- Pavel Josef Vejvanovský (1633/39-1693), compositeur  ;t trompettiste, böhmischer Komponist, Trompeter und chef d'orchestre de la résidence épiscopale ;
- Heinrich Ignaz Franz Biber (1644-1704), violoniste et compositeur baroque, œuvra à Kroměříž de 1668 à 1670 ;
- Max Švabinský (1873-1962), peintre et graveur ;
- Václav Talich (1883-1961), chef d'orchestre et violoniste ;
- Robert Land (1887-1939?), réalisateur ;
- Rudolf Jílovský (1890-1954), chansonnier, chanteur, artiste de cabaret et acteur ;
- Břetislav Bakala (1897-1958), chef d'orchestre, pianiste et compositeur, y fait ses études secondaires ;
- Josef Silný (1902-1981), footballeur ;
- Jaroslav Koutecký (1922-2005), chimiste ;
- Karel Kryl (1944-1994), chanteur ;
- Michal Peprník (né en 1960), universitaire, professeur de littérature américaine ;
- Antonín Tesař (né en 1963), photographe ;
- Pavel Hapal (né en 1969), footballeur ;
- Pavel Novotný (né en 1973), footballeur ;
- Radek Vondráček (né en 1973), homme politique ;
- Gabriela Gunčíková (née en 1993), chanteuse ;
- Filip Chytil (né en 1999), joueur de hockey sur glace.

## Transports
Par la route, Kroměříž se trouve à 29,5 km de Zlín, à 65 km de Brno et à 208 km de Prague.

## Jumelages
La ville est jumelée avec  :
- Châteaudun (France) depuis 1970
- Nitra (Slovaquie) depuis 1973
- Krems an der Donau (Autriche) depuis 1994
- Piekary Śląskie (Pologne) depuis 2002
- Râmnicu Vâlcea (Roumanie)